# Пэджет, Генри, 4-й маркиз Англси
Генри Пэджет, 4-й маркиз Англси и 5-й граф Аксбридж (англ. Henry Paget, 4th Marquess of Anglesey and 5th Earl of Uxbridge; 25 декабря 1835 — 13 октября 1898) — британский пэр. Он служил вице-адмиралом побережья, Северного Уэльса и Кармартеншира и был почетным полковником 2-го добровольческого батальона королевских валлийских стрелков.

## Биография
Родился 25 декабря 1835 года. Второй сын Генри Пэджета, 2-го маркиза Англси (1797—1869), и его второй жены Генриетты Мэри Багот (1815—1844), четвертой дочери политика и дипломата Чарльза Багота (1781—1843).
Генри Пейджет служил вице-адмиралом Северного Уэльса и Западного Кармартена и занимал должность заместителя лорда-лейтенанта (заместителя лейтенанта). Кроме того, он также был членом Тайного совета. За свои заслуги он был назначен почетным полковником (почетным полковником) королевской кавалерии Стаффордширских йоменов и вторым добровольческим батальоном королевских валлийских фузилеров.
30 января 1880 года после смерти своего бездетного сводного брата, Генри Пэджета, 3-го маркиза Англси, лорд Генри Пэджет унаследовал титулы 4-го маркиза Англси, 5-го графа Аксбриджа (Мидлсекс), 7-го баронета Бейли из Плас-Ньюидд, Англси и Маунт-Багеналл, и 13-го лорда Пэджета из Бодесерта (Стаффордшир). Ему принадлежала большая часть графства Англси.
Генри Пейджет был женат трижды. На своей первой жене Элизабет Норман (ок. 1841 — 5 ноября 1873) он женился 24 августа 1858 года. Брак оставался бездетным. Вскоре после ее ранней смерти он женился вторым браком на Бланш Мэри Бойд (? — 14 августа 1877). Они поженились в посольстве Великобритании в Париже 2 февраля 1874 года. У супругов родился один сын Генри Сирил Пэджет, 5-й маркиз Англси (1875—1905). Бланш покончила жизнь самоубийством через два года после рождения ребенка. 26 июня 1880 года Генри Пэджет женился на своей третьей жене Мэри Ливингстон Кинг (? — 22 мая 1931), вдове достопочтенного Генри Вудхауза (1834—1873). Церемония бракосочетания снова состоялась в посольстве Великобритании в Париже. Этот брак тоже оставался бездетным.
13 октября 1898 года 62-летний Генри Пэджет, 4-й маркиз Англси, скончался после продолжительной болезни на Плас-Ньюидде, в резиденции семьи Пэджет на Англси в Северном Уэльсе. Его тело было похоронено в Лланедвене, близ Плас-Ньюидда. Ему наследовал его единственный сын, Генри Пэджет, 5-й маркиз Англси.